# Neuratelia silvatica
Neuratelia silvatica är en tvåvingeart som beskrevs av Oskar Augustus Johannsen 1912. Neuratelia silvatica ingår i släktet Neuratelia och familjen svampmyggor.
Artens utbredningsområde är South Carolina. Inga underarter finns listade i Catalogue of Life.